# NGC 6437
NGC 6437 في الفهرس العام الجديد، هي مجرة، تقع في كوكبة العقرب. اكتشفت في 7 يونيو 1837 بواسطة جون هيرشل.

## روابط خارجية
- NGC 6437 على موقع ويكي سكاي: DSS2, SDSS, GALEX, IRAS, Hydrogen α, X-Ray, Astrophoto, Sky Map, Articles and images